# Solfara Vallone secco
La solfara Vallone secco o miniera Vallone secco  è stata una miniera di zolfo sita in provincia di Agrigento nei pressi del comune di Licata.
Aperta tra il 1860 e il 1870 è oggi inattiva.